# Петербург (студия анимации)
Студия компьютерной анимации «Петербург» — российская анимационная студия, расположенная в Санкт-Петербурге. Наиболее известна производством мультипликационного сериала «Смешарики», за который авторы были удостоены Государственной премии Российской Федерации в области культуры и искусства за 2008 год. В 2016 году права на трансляцию большинства мультсериалов получила ВГТРК.

## Продукция

### Полнометражные мультфильмы, с перечислением наград за них
- 2011 — «Смешарики. Начало» — XXI Международный кинофорум «Золотой Витязь»: Гран-при за полнометражный анимационный фильм[1]
- 2013 — «Белка и Стрелка: Лунные приключения» (студия создавала анимационные 3D вставки)
- 2016 — «Смешарики. Легенда о золотом драконе»[2]
  - XXII Открытый российский фестиваль анимационного кино в Суздале (2017): Приз жюри «За лучший полнометражный фильм»[3]
  - Национальная анимационная премия «Икар» (2017): Лауреат в номинации «Фильм в прокате»[4]
  - Премия телеканала Карусель «Главные герои» (2017). Приз за лучший полнометражный анимационный фильм
  - FICCI BAF AWARDS (2017). Приз в номинации «Лучший трейлер»
- 2017 — «Фиксики: Большой секрет»
- 2018 — «Смешарики. Дежавю»[5]
  - FICCI BAF AWARDS, 2018 год, Animated film (international)
  - Премия «Мультимир», 2018 год, «Лучший российский анимационный полнометражный фильм»
  - Фестиваль «Солнечный остров» (г. Евпатория), 2018 год, «Специальный приз жюри фестиваля»
- 2019 — «Фиксики против кработов» (студия создавала анимационные 2D вставки)
- 2021 — «Плюшевый Бум!»
- 2022 — «Финник»
- 2023 — «Смешарики снимают кино»
- 2024 — «Малышарики. День рождения»
- 2025 — «Финник 2»
- 2026 — «Смешарики. Сквозь вселенные»
- 2027 — «Фиксики и инопланетяне»

### Мультсериалы
- 2003—2012, 2015, 2019—2024 — «Смешарики» — Государственная премия Российской Федерации в области культуры и искусства[6] (получили художественный руководитель проекта Анатолий Прохоров, художник-постановщик Салават Шайхинуров и продюсер Илья Попов)
- 2004 — «Кошки-мышки»
- 2006—2013, 2017 — н. в. — «Смешарики. Азбуки»
- 2010—2024 — «Фиксики» (студия создавала анимационные 2D вставки)
- 2011—2017, 2019 — «ПинКод»[7]
- 2011—2018 — «Летающие звери» (совместно с «Да!»)
- 2012—2013 — «Смешарики. Новые приключения»
- 2013—2015 — «Королевство М»
- 2015 — н. в. — «Малышарики» — Премия «Мультимир» 2017 по итогам народного голосования: Лучший российский анимационный сериал[8]
- 2015—2017, 2020 — н. в. — «Тима и Тома» — XXII Открытый российский фестиваль анимационного кино в Суздале-2017: приз жюри в категории «Лучший сериал»[3]
- 2016—2018 — «Смешарики. Спорт»
- 2017—2018 — «НебоСити»
- 2024 — н. в. — «Клуб Вопросики»
- 2017—2019, 2020 — н. в. — «Дракоша Тоша»
- 2018—2024  — «Монсики» (совместно с «Союзмультфильм»)
- 2021 — н. в. — «Супер МЯУ»[9]
- 2020 — н. в. — «Бодо Бородо»[10]
- 2021 — «Панда и Крош»
- 2021 — н. в. — «ДиноСити»
- 2022 — н. в. — «Детектив Финник»
- 2023 — н. в. — «Шмяк. Волшебная лавка Есении»[11]
- 2025 — н. в. — «Пинкод 2.0»

### Авторское кино
- 2008 — «Котополис» — Приз «За лучший сериал» VI МФАИ «Мультивидение»[12]
- 2009 — «Дерево детства» — V Международный фестиваль анимации Open Cinema[13]
- 2011 — «Чинти» — XIV Международный фестиваль анимационного кино в Хиросиме: специальный приз жюри «Чинти»[14]
- 2012 — «Друзья»
- 2014 — «Не пуговица»
- 2015 — «В стороне»
- 2015 — «Люк»
- 2017 — «Теория заката»:
  - Премия «Икар», 2018 год, «Мультфильм года», «Теория заката»
  - XXIII Открытый российский фестиваль анимационного кино г. Суздаль, 2018 год. Приз за лучший профессиональный короткометражный фильм
- 2018 — «Пять минут до моря»:
  - Cinelebu, 2019, Best animation;
  - CINEMAZERO, 2019, The best film;
  - Indie-anifest, 2019, The Grand Prix «Light of Asia»;
  - Kuandu International Animation Festival, 2018, Honorable mention;
  - Мультивидение, 2018, Специальный приз жюри;
  - Play, 2019, Honorable Mention;
  - SHORT OF THE YEAR, 2019, Special mention;
  - Supertoon, 2019, Special mention;
  - Taichung International Animation Festival, 2019, Jury destinision;
  - Zagreb, 2019, Ruth Lingford’s award;
  - Икар, 2019, Лучший фильм, Лучший режиссёр;
  - Крок, 2018, Специальный приз жюри, Зрительская награда;
  - Хрустальный ангел, 2018, Лучший анимационный фильм;
  - 24 Открытый российский фестиваль анимационного кино г. Суздаль, 2019 год. Специальный приз, Приз мэтров имени Татарского.
- 2018 — «Сказки полуночи»

### Короткометражные мультипликационные фильмы
- 2010 — «Зубы, хвост и уши» (в серии «Гора Самоцветов» при содействии студии «Пилот»)

## Продюсерский Центр «Рики»
Основная статья: Группа компаний «Рики»